# Szabadságfa (Kaposvár)
A Kaposváron található Szabadságfa a város egyik nevezetes fája, amit 1929-ben ültettek a helyi cserkészek az 1848–49-es forradalom és szabadságharc, valamint Trianon emlékére. 2019-ben megnyerte az országos Év fája versenyt.
A fajtáját tekintve kocsányos tölgy Kaposvár belvárosában, a Berzsenyi park északkeleti sarkában elhelyezkedő Berzsenyi Dániel Általános Iskola udvarán áll a Szent Imre utcai kerítés közelében. Mivel viszonylag szabadon áll, ezért koronája alacsonyan elágazó, szétterülő.

## Története
A Berzsenyi iskolát, amelynek udvarán a fa áll, 1927-ben nyitották meg. A fát, amelyet Kőszeg polgármestere adományozott és a trianoni határról, az Írott-kőről származik (más forrás szerint valójában Trencsénből való) az iskola cserkészcsapata ültette el 1929. április 18-án, majd Trianon emlékére olyan földet szórtak a gyökereire, amely részben Kassáról, Kolozsvárról és Nagyváradról származott.
A következő évtizedekben az iskolai ünnepségeket, évnyitókat, évzárókat általában az udvaron, a fa mellett tartották meg, és rendszeresen előfordult, hogy év végén a kiváló diákokat olyan oklevéllel ismerték el, amelyre a Szabadságfa egy-egy lepréselt levelét ragasztották rá.
A Szabadságfa volt az egyik résztvevője a 2019-ben megrendezett országos Év fája versenynek. A szavazás alatt, augusztus 30-án este, hogy felhívják a figyelmet a fára, a HangÁsz Produkció színes lámpákkal világította be a fát. Októberben kiderült: a Szabadságfa 4431 szavazatot kapott, így megnyerte az országos versenyt, és jogot szerzett az indulásra az európai szintű versenyen is. A győzelem örömére az éjjeli fényfestést újra bemutatták.
Az európai verseny szavazási időszakában, 2020 februárjában a Szabadságfához ellátogatott a verseny nagykövete, az „öreg fák nagyköveteként” is emlegetett Rob McBride is. A versenyen végül a fa a 285 174 leadott szavazatból 16 093-at szerzett meg, amivel a 16 induló közül a 8. helyen végzett.